# Saint-Denis-de-Gastines
Saint-Denis-de-Gastines è un comune francese di 1 712 abitanti situato nel dipartimento della Mayenne nella regione dei Paesi della Loira.

## Società

### Evoluzione demografica
Abitanti censiti